# Hymenophyllum pumilio
Hymenophyllum pumilio är en hinnbräkenväxtart som beskrevs av Eduard Rosenstock. Hymenophyllum pumilio ingår i släktet Hymenophyllum och familjen Hymenophyllaceae. Inga underarter finns listade.